# DGC Records
DGC Records is een Amerikaans platenlabel, eigendom van Universal Music Group. Het werd in 2007 een sublabel van Interscope Records.

## Geschiedenis
DGC Records (acroniem voor "David Geffen Company") werd in 1990 gelanceerd als een sublabel van Geffen Records en werd tot 1991 gedistribueerd door Warner Bros. Records, toen het werd overgenomen door MCA Music Entertainment Group. Het label werd opgericht als een reactie op het succes dat Geffen had met de hardere rockbands. Hoewel het in eerste instantie gericht was op de meer progressieve rock en heavy metal, werd later in het decennium ook de opkomst van alternatieve rock (met name grunge) omarmd, met invloedrijke bands en muzikanten als Nirvana, Sonic Youth, Weezer en Beck. Het label bracht ook vroege titels van de hiphopband The Roots uit.
In 1999, ten tijde van de overname van PolyGram door Geffen Records' moedermaatschappij Universal Music Group (zoals MCA Music Entertainment Group sinds 1996 heet), werden alle activiteiten van DGC Records beëindigd, en de bands die behouden bleven werden door Geffen Records overgenomen. In de jaren daarna zouden de naam en het logo van DGC af en toe op heruitgaven verschijnen. In 2007 werd het label nieuw leven ingeblazen als een merk van Interscope Records, waarbij het veel alternatieve acts van de Interscope-Geffen-A&M-groep erfde (met inbegrip van artiesten die voorheen een contract bij DreamWorks Records hadden). Sindsdien zijn onder het label albums uitgebracht van Weezer, Beck, Counting Crows en Rise Against.
Het best verkochte album in de DGC-catalogus is Nevermind, het album van Nirvana uit 1991, met wereldwijd inmiddels meer dan dertig miljoen exemplaren.

## Artiesten
- AFI
- The All-American Rejects
- All Time Low
- Arc Angels
- Murray Attaway
- Beck
- Bivouac
- Black Lab
- Black Tide
- Blink-182
- Boss Hog
- Brand New
- The Candyskins
- Cell
- Ceremony
- Toni Childs
- Ciccone Youth
- Counting Crows
- Rivers Cuomo
- Dashboard Confessional
- D.O.E.
- Drivin' N' Cryin'
- Elastica
- Embrace
- Enter Shikari
- Escape the Fate
- Fluorescein
- The Freewheelers
- Frosted
- Galactic Cowboys
- Game
- Girls Against Boys
- Gutterboy
- Ted Hawkins
- Hog
- Hole
- Hunk
- Jasper and the Prodigal Sons
- Jawbreaker
- Jimmy Eat World
- King of Kings
- Klaxons
- Linoleum
- Little Caesar
- Loud Lucy
- Aimee Mann
- Meiko
- Thurston Moore
- Nelson
- Nirvana
- Papa Roach
- Pell Mell
- Pere Ubu
- Pitchshifter
- The Posies
- Queens of the Stone Age
- The Raincoats
- Remy Zero
- Rev Theory
- Rise Against
- Kane Roberts
- The Roots
- Sammy
- 60 Ft. Dolls
- Skiploader
- Sloan
- Slowpoke
- Sonic Youth
- Southern Culture on the Skids
- St. Johnny
- Street Drum Corps
- The Sugarplastic
- Sugartooth
- The Sundays
- Switches
- That Dog
- Teenage Fanclub
- Terri Nunn
- Them Crooked Vultures
- TV on the Radio
- Urge Overkill
- Veruca Salt
- Kate Voegele
- Billy Joe Walker, Jr.
- Warrior Soul
- Weezer
- White Zombie
- Wild Colonials
- Wolfmother
- Vampire Weekend
- Yeah Yeah Yeahs
- Yelawolf
- Rob Zombie